# Estação Oswaldo Cruz
Oswaldo Cruz é uma estação de trem da Zona Norte do Rio de Janeiro.

## História
Foi inaugurada em 1898 com o nome de Rio das Pedras. Atualmente é uma estação de trens metropolitanos operada pela Supervia.
A estação se notabilizou por ser destino do chamado Trem do Samba, manifestação cultural de artistas e admiradores do mundo do samba que comemoram o dia do samba a 2 de dezembro, promovendo um animado cortejo que sai da Central do Brasil.
O bairro de Oswaldo Cruz também abriga a escola de samba Portela.

## Plataformas
Plataforma 1A: Sentido Deodoro
Plataforma 1B: Sentido Central do Brasil